# Кубок Европы по спортивной ходьбе 2007
Кубок Европы по спортивной ходьбе 2007 года прошёл 20 мая в курортном городе Ройал-Лемингтон-Спа (Великобритания). Сильнейших выявляли взрослые спортсмены и юниоры до 20 лет (1988 года рождения и моложе). Были разыграны 10 комплектов медалей (по 5 в личном и командном зачёте).
На старт вышли 244 ходока из 29 стран Европы (108 мужчин, 57 женщин, 40 юниоров и 39 юниорок). Соревнования проходили на километровой трассе, проложенной в парке Виктория, при тёплой и солнечной погоде.
Каждая команда могла выставить до четырёх спортсменов в каждый из взрослых заходов и до трёх в юниорских соревнованиях. Лучшие в командном зачёте определялись по сумме мест трёх лучших спортсменов среди взрослых и двух лучших — среди юниоров.

## Расписание
| Дата        | Время | Забег         |
| ----------- | ----- | ------------- |
| 20 мая 2007 | 08:00 | 50 км мужчины |
| 20 мая 2007 | 12:00 | 10 км юниоры  |
| 20 мая 2007 | 12:05 | 10 км юниорки |
| 20 мая 2007 | 14:00 | 20 км женщины |
| 20 мая 2007 | 16:00 | 20 км мужчины |

Время местное (UTC+1)

## Медалисты
Курсивом выделены участники, чей результат не пошёл в зачёт команды

### Мужчины и юниоры
| Дисциплина             | Золото                                                                       | Золото   | Серебро                                                                                          | Серебро | Бронза                                                                                     | Бронза   |
| ---------------------- | ---------------------------------------------------------------------------- | -------- | ------------------------------------------------------------------------------------------------ | ------- | ------------------------------------------------------------------------------------------ | -------- |
| 20 км                  | Йоанн Дини Франция                                                           | 1:18.58  | Ивано Бруньетти Италия                                                                           | 1:19.36 | Игорь Ерохин Россия                                                                        | 1:20.09  |
| 20 км (команды)        | Беларусь · Иван Троцкий · Сергей Чернов · Андрей Талашко · Николай Середович | 29 очков | Италия · Ивано Бруньетти · Джорджо Рубино · Фортунато Д’Онофрио · Жан-Жак Нкулукиди              | 32 очка | Испания · Хуан Мануэль Молина · Бенхамин Санчес · Хосе Игнасио Диас · Луис Мануэль Корчете | 39 очков |
| 50 км                  | Владимир Канайкин Россия                                                     | 3:40.57  | Тронд Нюмарк Норвегия                                                                            | 3:41.31 | Олег Кисткин Россия                                                                        | 3:41.51  |
| 50 км (команды)        | Россия · Владимир Канайкин · Олег Кисткин · Алексей Воеводин · Юрий Андронов | 8 очков  | Испания · Хесус Анхель Гарсия · Сантьяго Перес · Франсиско Хосе Пинардо · Хосе Алехандро Камбиль | 23 очка | Франция · Эдди Рива · Давид Буланже · Дени Ланглуа · Жоан Ожерон                           | 43 очка  |
| Юниоры 10 км           | Сергей Морозов Россия                                                        | 40.25    | Мигель Анхель Лопес Испания                                                                      | 40.49   | Дмитрий Шорин Россия                                                                       | 41.38    |
| Юниоры 10 км (команды) | Россия · Сергей Морозов · Дмитрий Шорин · Эдикт Хайбуллин                    | 4 очка   | Испания · Мигель Анхель Лопес · Манель Торла · Льюис Торла                                       | 6 очков | Франция · Кевин Кампьон · Дамьян Мольми · Мехди Буфрен                                     | 25 очков |

### Женщины и юниорки
| Дисциплина              | Золото                                                                          | Золото   | Серебро                                                                         | Серебро  | Бронза                                                                       | Бронза   |
| ----------------------- | ------------------------------------------------------------------------------- | -------- | ------------------------------------------------------------------------------- | -------- | ---------------------------------------------------------------------------- | -------- |
| 20 км                   | Маргарита Турова Белоруссия                                                     | 1:27.52  | Ольга Каниськина Россия                                                         | 1:28.13  | Елена Гинько Белоруссия                                                      | 1:28.29  |
| 20 км (команды)         | Беларусь · Маргарита Турова · Елена Гинько · Снежана Юрченко · Анастасия Яцевич | 16 очков | Россия · Ольга Каниськина · Татьяна Сибилёва · Алёна Нартова · Людмила Архипова | 18 очков | Испания · Мария Васко · Беатрис Паскуаль · Мария Хосе Повес · Майте Гаргальо | 25 очков |
| Юниорки 10 км           | Анися Корникова Россия                                                          | 43.17    | Елена Шумкина Россия                                                            | 44.29    | Ирина Юманова Россия                                                         | 45.45    |
| Юниорки 10 км (команды) | Россия · Анися Корникова · Елена Шумкина · Ирина Юманова                        | 3 очка   | Румыния · Анамария Гречану · Джорджана Банчу · Александра Градинариу            | 9 очков  | Украина · Юлия Давыденко · Светлана Вавилова                                 | 20 очков |